# Altvika
Altvika est une localité du comté de Troms, en Norvège.

## Géographie
Administrativement, Altvika fait partie de la kommune de Bjarkøy.